# Alcàntera de Xúquer
Alcàntera de Xúquer – gmina w Hiszpanii, w prowincji Walencja, we wspólnocie autonomicznej Walencja, o powierzchni 3,33 km². W 2011 roku liczyła 1361 mieszkańców.